# Zjednoczona Federacja Planet

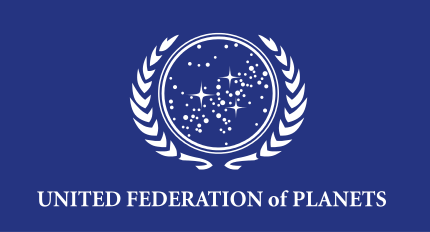
Flaga Zjednoczonej Federacji Planet

Zjednoczona Federacja Planet – fikcyjna organizacja istniejąca w serialach oraz filmach fabularnych z serii Star Trek. Jest to rodzaj galaktycznej unii łączącej prawie 150 światów oraz kolonii, która rozciąga się na przestrzeni 8000 lat świetlnych. Stolicą Federacji jest Ziemia.

## Informacje ogólne
Terytorium Zjednoczonej Federacji Planet rozciąga się pomiędzy kwadrantami alfa i beta, w jego skład wchodzi około 150 światów członkowskich oraz ponad prawie 2300 kolonii na innych planetach. W sumie teren ten wynosi około 58 miliardów lat świetlnych sześciennych.
Federacja została oficjalnie powołana 11 października (niektórzy twierdzą, że 8 maja) 2161 roku przez cztery rasy założycielskie: Ludzi, Wolkan, Andorian oraz Telarytów. Liczba obywateli Federacji wynosi prawie 900 miliardów.
System gospodarczy Federacji jako całości jest dość niejasno przedstawiony. Niektórzy interpretują go jako formę komunizmu. Inne rasy przedstawione w świecie Star Trek posiadają własną monetę i pieniężny system gospodarczy.

## Rasy członkowskie
Między innymi: Ludzie, Wolkanie, Betazoidzi, Trille, Bolianie, Saurianie, Andorianie, Telaryci, Rigelianie, Denobulanie, Coridanie.

## Struktura Federacji
W Zjednoczonej Federacji Planet występuje trójpodział władzy: władzę wykonawczą sprawuje Prezydent Federacji, ustawodawczą – Rada Federacji, a sądowniczą – Najwyższy Sąd Federacji. W Federacji panuje liberalna demokracja, zaś jej ustrojem politycznym jest republika federalna.
Najwyższymi aktami prawnymi Federacji czyli jej ustawą zasadniczą są Artykuły Federacji.

## Gwiezdna Flota
Gwiezdna Flota (ang. Starfleet) to organizacja badawczo-militarna, powołana i utrzymywana przez Zjednoczoną Federację Planet oraz jej podległa.
Do zadań Gwiezdnej Floty należy:
- eksploracja wszechświata,
- prowadzenie i wspieranie badań naukowych,
- nadzór i kontrola nad ruchem międzygwiezdnym w obrębie terytorium Federacji,
- utrzymywanie stacji:
  - naukowych i badawczych,
  - posterunków defensywnych,
  - baz gwiezdnych;
- patrolowanie terenu Federacji,
- prowadzenie działań wojennych w zakresie obrony suwerenności członków Federacji.